# 暮蟬悲鳴時 (電視劇)
《暮蟬悲鳴時》是一部於2016年播出的日本恐怖劇，改編自同人社團07th Expansion的同名遊戲，主要演員由NGT48試鏡而定，並在BS Sky PerfecTV!播出。

## 概要
《暮蟬悲鳴時》於2016年5月20日至6月24日播出，全劇共6集，內容為原作遊戲的鬼隱篇、綿流篇和祟殺篇。
後續第二部電視劇《暮蟬悲鳴時解》於2016年11月25日至12月16播出，全劇共4集，內容為原作遊戲的目明篇和罪滅篇。

## 登場人物
- 前原圭一：稻葉友
- 龍宮禮奈：加藤美南（NGT48）
- 園崎魅音・園崎詩音：中井莉加（NGT48）
- 北条沙都子：清司麗菜（NGT48）
- 古手梨花：本間日陽（NGT48）
- 富竹次郎：石垣佑磨
- 入江京介：郭智博
- 鷹野三四：北原里英（NGT48）
- 大石蔵人：鶴田忍
- 北條鐵平：脇知弘
- 神秘少女：高倉萌香（NGT48）
- 北條悟史：瀨戶利樹

## 主題曲

作詞：秋元康，作曲：伊藤心太郎，主唱：NGT48

## 集數列表
暮蟬悲鳴時
| 集數 | 日文標題 | 中文標題    | 播放日期      |
| ---- | -------- | ----------- | ------------- |
| 1    |          | 鬼隱篇 前篇 | 2016年5月20日 |
| 2    |          | 鬼隱篇 後篇 | 2016年5月27日 |
| 3    |          | 綿流篇 前篇 | 2016年6月3日  |
| 4    |          | 綿流篇 後篇 | 2016年6月10日 |
| 5    |          | 祟殺篇 前篇 | 2016年6月17日 |
| 6    |          | 祟殺篇 後篇 | 2016年6月24日 |

暮蟬悲鳴時解
| 集數 | 日文標題 | 中文標題    | 播放日期       |
| ---- | -------- | ----------- | -------------- |
| 1    |          | 目明篇 前篇 | 2016年11月25日 |
| 2    |          | 目明篇 後篇 | 2016年12月2日  |
| 3    |          | 罪滅篇 前篇 | 2016年12月9日  |
| 4    |          | 罪滅篇 後篇 | 2016年12月16日 |

## 外部連結
- 電視劇《暮蟬悲鳴時》官方網站 （页面存档备份，存于）
- 電視劇《暮蟬悲鳴時解》官方網站 （页面存档备份，存于）